# Імре Мадач
Імре Мадач (угор. Madách Imre, 20 січня 1823, Альшострегова, Королівство Угорщина — 5 жовтня 1864) — угорський поет, філософ і драматург. Автор віршованої філософської драми «Трагедія людини» (1861), яка входить до топ-10 найбільш перекладаних у світі.

## Біографія
Народився в містечку Альшострегова (Alsósztregova), Королівство Угорщина (нині — село Долна Стрегова, Банськобистрицький край, Словаччина) у 1823 році, в дворянській сім'ї. У 1837 році почав навчання в університеті Пешта. У 1842 році офіційно став юристом. На початку 1850-х роках сидів у в'язниці за політичні виступи; у 1860 році був обраний депутатом в угорський Сейм. У 1840 році видав ліричну збірку «Lantvirágok» (1840), за якою пішов цілий ряд ліричних віршів і критичних етюдів, пародія у віршах «А civilizátor» (1859) і драми «Jo nev es ereny», «Commodus», «Mária királynő»(1840—1855), «Csák végnapjai»(1843—1861), «Férfi és nő» (1843). У 1860 році закінчив роботу над «Людською трагедією» («Трагедія людини»), своїм найкращим твором; у зв'язку з ним написані трагедія «Мойсей» (Mózes, 1860—1861) і гумористичний уривок «Tündérálom» (1864).

## Трагедія людини
«Трагедія людини» присвячена зображенню долі людства, котра виражена символічними Адамом і Євою. Люцифер, незадоволений світобудовою і бажаючий поселити в серці Адама песимістичну байдужість до життя, показує йому сон, про те, що життя людства — це «суєта суєт і томління духу».
В обробці Paulay (1883) «Трагедія людини», поставлена вперше на сцені національного театру в 1883 році, стала однією з найулюбленіших п'єс серйозного репертуару в Угорщині. Екранізована відомим аніматором М. Янковичем у 2011 [Архівовано 27 серпня 2021 у Wayback Machine.].

## Видання
- Lantvirágok (1840)
- Mária királynő (1840—1855) olvasható változat [Архівовано 17 травня 2014 у Wayback Machine.]
- Férfi és nő (1843) [Архівовано 2 квітня 2015 у Wayback Machine.]
- Csák végnapjai (1843—1861) [Архівовано 5 березня 2016 у Wayback Machine.]
- Vadrózsák (1844)
- Az ember tragédiája (1859—1860) olvasható változat [Архівовано 2 квітня 2016 у Wayback Machine.]
- A civilizátor (1859) [Архівовано 5 березня 2016 у Wayback Machine.]
- Mózes (1860—1861) [Архівовано 2 квітня 2015 у Wayback Machine.]
- Tündérálom (töredék) [Архівовано 9 квітня 2016 у Wayback Machine.] (1864)
- Madách Országgyűlési beszédei [Архівовано 4 березня 2016 у Wayback Machine.]
- Madách Imre összes költeménye [Архівовано 25 березня 2016 у Wayback Machine.]

### Російською
- Человеческая трагедия. Драматическая поэма. / Перевод с венгерского и предисловие З. Крашенинниковой. — СПб.: Издание товарищества Знание, 1905.
- Трагедия человека: Пьеса / Перевод с венгерского Леонида Мартынова. — М., 1964.
- Трагедия человека. / Издание подготовил Ю. П. Гусев. — М.: Наука, 2011.

### Українською
- Імре Мадач. Трагедія людини: драматична поема / пер. з угорськ. М. Лукаша. — Київ: Дніпро, 1967. — 252 с.[11]